# Pandanus radicans
Pandanus radicans là một loài thực vật có hoa trong họ Dứa dại. Loài này được Blanco miêu tả khoa học đầu tiên năm 1837.